# 牟賢
牟賢（？—？），字越秀、子遴，别號拙庵，浙江台州府黄岩县人，明末官员，進士出身。

## 生平
崇禎六年（1633年）癸酉科浙江鄉試三十六名舉人，崇禎七年（1634年），聯登甲戌科進士，與龚鼎孳、楊玄錫爲一榜三少年，赐归毕姻，当时荣之。授廣州司李，俗颇譸张，刑书统于省会，滞狱者不下千人，贤疏其案牍，以慈佐明，囚无不得尽其情，旬日囹圄为空。龙门民叛，逐其长吏，賢单骑诣铁岗三峒，为指陈其善后计，龙民欢然拜服。癸未冬，行取吏部文选主事，值闯賊陷京师，归里不复出。惟赋诗饮酒，开圃种花，优悠三十年，足不至城府，有司欲望见颜色不可得。

## 著作
所著有《拙菴存草》四卷、《年谱》二卷。

## 家族
曾祖牟宗，祖牟昆，父牟希孟。